# Селма (Техас)
Селма (англ. Selma) — місто (англ. city) в США, в округах Беар, Гвадалупе і Комал штату Техас. Населення — 10 952 особи (2020).

## Географія
Селма розташована за координатами 29°35′11″ пн. ш. 98°18′55″ зх. д. / 29.58639° пн. ш. 98.31528° зх. д. (29.586475, -98.315312).  За даними Бюро перепису населення США в 2010 році місто мало площу 13,09 км², з яких 13,08 км² — суходіл та 0,01 км² — водойми.

## Демографія
Згідно з переписом 2010 року, у місті мешкало 5540 осіб у 2071 домогосподарстві у складі 1499 родин. Густота населення становила 423 особи/км².  Було 2180 помешкань (166/км²).
Расовий склад населення:
| - 74,4 % — білих - 9,0 % — чорних або афроамериканців - 4,0 % — азіатів - 0,6 % — корінних американців - 0,2 % — вихідців з тихоокеанських островів - 7,3 % — осіб інших рас |

До двох чи більше рас належало 4,5 %. Частка іспаномовних становила 36,8 % від усіх жителів.
За віковим діапазоном населення розподілялося таким чином: 26,9 % — особи молодші 18 років, 66,5 % — особи у віці 18—64 років, 6,6 % — особи у віці 65 років та старші. Медіана віку мешканця становила 32,3 року. На 100 осіб жіночої статі у місті припадало 99,4 чоловіків;  на 100 жінок у віці від 18 років та старших — 95,3 чоловіків також старших 18 років.
Середній дохід на одне домашнє господарство  становив 82 531 долар США (медіана — 74 753), а середній дохід на одну сім'ю — 88 655 доларів (медіана — 84 911). Медіана доходів становила 57 995 доларів для чоловіків та 47 223 долари для жінок. За межею бідності перебувало 8,2 % осіб, у тому числі 9,9 % дітей у віці до 18 років та 18,0 % осіб у віці 65 років та старших.
Цивільне працевлаштоване населення становило 3910 осіб. Основні галузі зайнятості: освіта, охорона здоров'я та соціальна допомога — 34,9 %, роздрібна торгівля — 11,9 %, фінанси, страхування та нерухомість — 10,1 %, науковці, спеціалісти, менеджери — 9,8 %.